# La Parole libérée
La Parole libérée est une association française créée en décembre 2015 à Lyon à l'initiative des victimes d'un aumônier scout du diocèse de Lyon, Bernard Preynat. L'association est à l'origine de l'affaire Bernard Preynat et de l'affaire Philippe Barbarin. Sa dissolution est décidée, par ses membres, le 26 mars 2021.

## Historique
L'association est créée en décembre 2015 à l'initiative d'anciens du groupe scout Saint-Luc, de Sainte-Foy-lès-Lyon, victimes dans les années 1980 du prêtre pédocriminel Bernard Preynat,. La dénomination initiale de La Parole libérée est l'Association d'aide aux anciens du groupe Saint-Luc et aux victimes de pédocriminels en général. Trois mois après sa création, en mars 2016, l'association regroupe 60 personnes se présentant comme des victimes de Preynat et entend « briser l’omerta  » qui entoure les agressions sexuelles dans l'Église. L'association est soutenue par le prêtre Pierre Vignon. 
En janvier 2016 éclate l’affaire Bernard Preynat, accusé d’avoir commis des agressions sexuelles sur des mineurs dans les années 1970 et 1980. L’association La Parole libérée organise une conférence de presse pour rendre public le dossier. Elle accuse les évêques successifs du prêtre de ne pas avoir pris de mesure immédiate le concernant. En mars 2016, Bernard Preynat est placé sous contrôle judiciaire après avoir été mis en examen pour agressions sexuelles sur plusieurs mineurs.  
Après un an de fonctionnement l'association a dénombré 400 personnes victimes d'actes de pédocriminalité. Dans 90% des témoignages, les personnes mises en cause sont des prêtres mais généralement les faits sont prescrits ou les « prédateurs » sont morts. Le témoignage des anciens scouts de Bernard Preynat a permis à d'autres victimes de s'exprimer à leur tour. 
En décembre 2016, les deux cofondateurs de La Parole libérée, François Devaux et Bertrand Virieux, sont désignés comme les personnalités lyonnaises les plus marquantes de 2016 par les lecteurs du site internet LyonMag. L'association reproche à l'archevêque Philippe Barbarin de ne pas avoir écarté le prêtre Bernard Preynat dès qu'il a eu connaissance de ses actes passés de pédocriminel; Philippe Barbarin est condamné en première instance en mars 2019 pour ne pas avoir signalé à la justice les agissements pédo-criminels de Bernard Preynat, puis sera relaxé en cours d’appel le 30 janvier 2020  (voir l'article Affaire Philippe Barbarin pour plus de détails).
Le film Grâce à Dieu de François Ozon, sorti au début de l'année 2019, est basé sur le parcours de l'association.  En avril 2019, La Parole libérée organise un financement participatif de ses actions et s'engage dans un recensement de toutes les victimes d'agressions sexuelles.
En décembre 2019, le livre Abusés édité par les éditions Temps Présent et préfacé par le Président de La Parole libérée, François Devaux, reprend des témoignages de victimes sans leurs accords. Sa commercialisation était prévue le 10 janvier 2020, soit quelques jours avant le procès de leur agresseur Bernard Preynat. Deux victimes, dont Pierre-Emmanuel Germain-Thill, décident d'attaquer l'association et l'éditeur en justice en référé. En août 2020, l'association La Parole Libérée est condamnée à payer 800 euros à deux victimes du père Preynat, solidairement avec la maison d'édition Temps Présent par le Tribunal de Lyon, pour avoir voulu publier un ouvrage sans demander l'accord de celles-ci. Le verdict les condamne pour utilisation frauduleuse de témoignages,.
Au début de l'année 2021, l'association publie un « Livre blanc » sous le titre « Marianne n'entends-tu pas tes enfants pleurer? ». L'ouvrage donne 250 recommandations pour en terminer avec la pédocriminalité. L'association a décidé sa dissolution à l'unanimité le 26 mars 2021, en partie à la suite de dissensions internes, mais surtout du fait que son objectif a été atteint.

## Notre parole aussi libérée
L'association Notre parole aussi libérée a été mise en place après la création de La parole libérée à Lyon. Olivier Savignac est le cofondateur de cette association et victime du prêtre pédocriminel Pierre de Castelet. Ce dernier a été condamné deux ans de prison ferme pour agressions sexuelles sur mineurs et André Fort à huit mois avec sursis pour non dénonciation d'actes de pédocriminalité.

## À voir